# 鳩山由紀夫内閣の政策
鳩山由紀夫内閣の政策（はとやまゆきおないかくのせいさく）では、2009年9月に発足し2010年6月に総辞職した鳩山由紀夫内閣の政策について扱う。

## 民主党・社民党・国民新党の3党合意
2009年（平成21年）9月9日に行われた与党3党（民主党、社会民主党、国民新党）の党首会談において、「三党連立政権合意書」に示された合意事項は次の通り。
1. 三党連立政権は、政権交代という民意に従い、国民の負託に応えることを確認する。
2. 三党は、連立政権樹立に当たり、別紙の政策合意に至ったことを確認する。
3. 調整が必要な政策は、三党党首クラスによる基本政策閣僚委員会において議論し、その結果を閣議に諮り、決していくことを確認する。

### 政策合意の骨子
- 消費税率5%は据え置き、衆院選で負託された政権担当期間中は引き上げない
- 郵政事業を抜本的に見直し、郵政改革基本法案の速やかな作成、成立を図る
- 子ども手当の創設、高校教育を実質無償化
- 社会保障費の自然増を年2200億円抑制する方針は廃止
- 後期高齢者医療制度、障害者自立支援法の廃止
- 生活保護の母子加算復活、父子家庭に児童扶養手当を支給
- 労働者派遣法を抜本改正し、「日雇い派遣」の禁止や「登録型派遣」などを原則禁止
- 農業者戸別所得補償制度の創設
- 温暖化ガス抑制の国際的枠組みに主要排出国の参加を求め、政府の中期目標を見直し
- 中小企業に対する「貸し渋り・貸しはがし防止法（仮称）」の成立
- 国と地方の協議を法制化、地方への大幅な権限移譲
- 緊密で対等な日米同盟関係をつくる。日米地位協定の改定を提起し、米軍再編や在日米軍基地のあり方も見直しの方向で臨む

## 行政改革

### 「政治主導」をめぐる動き
※鳩山内閣は、「政治主導」の定義を、「官僚依存」を排し、「政治家自らが汗をかき、最終的な結論、意思、政策に関して政治家が責任を取る」ものとしている。
事務次官等会議の廃止と政策決定の政府への一元化
政治主導を実現するため、官僚主導の象徴であった事務次官等会議を廃止し、閣僚で構成する閣僚委員会、各省大臣・副大臣・政務官による政務三役会議及び各省政策会議を設置した。これと併せて民主党は、族議員の存在を排除し、政府のもとで政策決定を一元化するため、与党であるあいだの政策調査会の凍結を決定した。
閣僚委員会及び政務三役会議は原則として非公開とされ、議事録も作成しないこととされた。このことについて内閣官房長官の平野博文は公開により「政治家同士の自由な意見交換が妨げられる」ことを理由に挙げている。閣議・閣僚懇談会についても歴代内閣同様に非公開としているが、閣議等での発言がこれまで以上に重要な意味を持つなか、政治主導の検証が困難になっているとの指摘もある。
官僚の記者会見の原則禁止と閣僚会見等のオープン化
2009年9月16日、鳩山内閣は初閣議に続く閣僚懇談会で「政・官のあり方」と題する指針を申し合わせ、各省庁に通知した。同指針は、『府省の見解を表明する記者会見は大臣などの「政」が行い、事務次官などの記者会見は行わない。ただし、専門性その他の状況に応じ、大臣などが適切とした場合には「官」が行う』とした。
同指針の解釈をめぐっては省庁側において混乱がみられ、当初気象庁や海上保安庁などが行っていた会見も中止されたことで、記者クラブから抗議文が出される事態となった。これに対し鳩山は「官僚の専門的知識が必要な時に記者会見をするのは全く構わない話。そこまで禁止しているつもりはない」 などと述べ、気象庁、海上保安庁は、同年10月2日、前原誠司国土交通大臣の了解を得たとして、長官などの定例会見の再開を発表した。
また、一部の閣僚は記者会見のオープン化をおこなっている。
官僚の国会答弁の禁止
2009年10月6日、与党3党は、幹事長・国会対策委員長会談において、政府参考人としての官僚答弁を禁止するため、国会法を改正する方針を決定した。これは小沢一郎民主党幹事長の旧来からの主張に基づくものである。この方針を踏まえ、政府は2010年1月18日召集の通常国会から、同法改正を待たず内閣法制局長官を「政府特別補佐人」から除外し、国会答弁をさせないこととした。
幹部公務員人事
2010年3月3日、および16日に国会に遅刻した原口一博総務相は、国会との連絡調整役であった官僚4人を更迭した。国会開会中に交代させるのは異例。産経新聞は「『自らの遅刻の責任を職員に押しつけた』との不満が総務省から出ている」と報道した。

### 地域主権改革
地域主権の確立は鳩山内閣の「一丁目一番地」である重要課題である。2009年11月17日付閣議決定に基づき、地域主権戦略会議を設置。義務付け・枠付けの見直し、基礎自治体への権限移譲、ひも付き補助金の一括交付金化、出先機関の抜本的改革を4つの柱に、2010年6月に「地域主権戦略大綱」の策定、2012年夏までに「地域主権戦略大綱」の実現と「地域主権推進基本法」の制定を行う予定である。

### 無駄遣い排除
2009年9月18日付閣議決定に基づき、予算編成の透明性を高め、行政における無駄を排除するため、国の予算、制度、その他行政全般のあり方を刷新するとともに国、地方公共団体及び民間のあり方を見直す行政刷新会議を設置した。
事業仕分け
事業仕分けは、公開の場で外部の視点を入れながら、当該事業についた予算が目的通り実際の現場で有効に活用されているのかを調査し、廃止、自治体・民間への移管、事業予算削減などの判定をするものである。行政刷新会議は、予算編成、独立行政法人、公益法人を対象に事業仕分けを行っている。

行政事業レビュー
行政事業レビューは各府省における事業仕分けの内生化・定常化というべきもので、各府省が予算の支出先や使途等について実態把握をおこない、外部の識者等を交えた公開プロセスも含め外部の視点を入れて自己点検を行うものである。2010年5月下旬から6月上旬に各府省において公開プロセスを行い、またその他事業レビューシートも公表、8月の概算要求に反映させる予定である。

### 日本郵政社長人事
2009年10月20日、鳩山内閣は郵政民営化の見直しを閣議決定し、これにともない、亀井静香金融・郵政改革担当大臣の主導により日本郵政経営陣の刷新が行われ、同月28日に東京金融取引所社長の斎藤次郎が日本郵政の新社長へ就任した。この人事に関し、民主党は野党時代の2009年の衆議院選挙の公約で「天下りの全廃」を掲げ、日本銀行総裁などの国会同意人事に関し政府が提示した候補に対して「元官僚」という理由で反対していた経緯があり、元大蔵事務次官である斎藤の就任について党の元来の主張との整合性が問題とされた。また、斎藤が次官退任後に、大蔵省（現財務省）の外郭団体である研究情報基金理事長、国際金融情報センター顧問、東京金融先物取引所（現東京金融取引所）理事長などを歴任していることを挙げて、この人事はいわゆる「渡り」に該当すると批判する声がある。なお、斎藤の社長就任と同時に、副社長4名中2名に官僚OBが就任している。
これらの批判について平野官房長官は、「長期間民間で働いていた経緯があり、日銀総裁人事の一件とは話が違う」などと反論している。

## 経済政策
まず結果から述べると、2009年経済成長率が-5.42％と大きく下落したのに対して、IMFは2010年4月に2010年経済成長率見通しを1.7%と出していたが、2010年度経済成長率は4.19％とV字回復させている。これは2010年G7トップの成長率であり、鳩山由紀夫政権及びそれに続く菅直人政権の2010年経済政策は結果として成功していると言える。

### 市場への対応・景気対策
株価指数は9月第1週を目先のピークに下落に転じ、11月第3週には、日経平均株価は9500円割れ、東証株価指数(TOPIX)は4月上旬の850割れの水準まで下落した。政権発足直後は欧米および新興国の株価が軒並み上昇するなか、日本の株価は低迷を続け、メリルリンチ証券による世界投資家調査では、日本が最も不人気な株式市場に選ばれてしまった。証券業界では、鳩山内閣の経済政策および日本市場への信頼が低下し、「日本売り」が加速する可能性を指摘された。
11月18日にはTOPIXの年初来変化率がマイナスとなった。『サーチナ』は民主党の成長戦略がみえないためとする見解を掲載した。2009年11月27日には日経平均株価が前日から301円の大幅下落し9081円まで落ち込んだ。また、為替レートは14年4カ月ぶりに1ドル＝84円台に突入し、御手洗冨士夫経団連会長は急激な円高に懸念を表明した。日本国外では、日本の株・円・国債全ての評価が悪化した。2009年12月9日、内閣府は、2009年度7-9月期の国内総生産改定値を、11月16日に発表した速報値1.2%増（前期比。年率4.8%増）0.3%（同。年率1.3%増）へ大幅に下方修正した。製造業の設備投資が過去最大の下落幅（前年同月比40.7%減）を記録したことによる。『産経新聞』は物価下落と不況が内需主導の成長を掲げる鳩山政権の経済運営に重荷となっていると報じた。
- 内閣発足直前に、藤井裕久財務相が、為替介入に否定的な発言をしたことが「円高容認」との観測を呼び、円が急騰し、ミスター円高と呼ばれた[22]。このことについて、欧米の金融関係者や識者は批判を強めた[23]。その後、藤井はイスタンブールで開催されたG7で「（為替が）一方的に偏った動きが激しくなればそれなりの対応をする」と釈明し、民主党の経済政策を説明したが、各国の経済担当首脳からの大きな反応はなかった[24]。
- 2009年9月の民主党政権発足後、デノミネーションを検討していたことが2010年3月18日明らかとなった。しかし、2010年1月に藤井が財務相を辞任し論議は頓挫したとされている[25]。
- 亀井静香金融・郵政改革担当相は、就任直後の9月16日から17日未明にかけ、金融機関からの借入金の返済猶予（モラトリアム）制度を創設する意向を表明した（金融モラトリアム構想）。これを受け、同17日から新BIS規制に対処するための新株発行（増資）を懸念されていた銀行株が軒並み売られる展開となった[26][27]。
- 2009年11月16日、直嶋正行経済産業相が内閣府の発表30分前にGDPの伸び率を漏らしていたことが発覚[28]。GDPは株価や為替の動きに重大な影響を与える可能性があり[28]、平野博文官房長官は報道陣からの「インサイダー取引も誘発しかねない」との指摘に同意し、「政権の危機管理も問われる」と語っている[29][30]。
- 2009年11月18日、経済協力開発機構(OECD)は日本の経済政策に関する提言を発表。鳩山内閣が目玉としている子ども手当について大幅な見直しを求めている[31]。また、経済協力開発機構は2010年3月26日にも日本の2011-17年の潜在成長率を平均0.9%と先進7カ国で最も低くなると予想し、鳩山内閣の成長目標に疑問を呈している[32]。
- 同11月20日、政府は11月の月例経済報告で「日本経済は緩やかなデフレ状況にある」と述べ、日本経済がリーマン・ショックの影響で2004年以来のデフレに移行したことを宣言した[33][34]。
  - 2009年11月17日には、『フジサンケイ ビジネスアイ』が、日本経済が回復基調にあるとしながらも、再度の景気失速やデフレの可能性もあると報じていた[35]。
  - 内閣府は、デフレ宣言の根拠として、「消費者物価指数が前月比6ヶ月連続で下落」、「7-9月期の名目GDP伸び率が2四半期連続で実質GDPを下回った」、「大幅な需要不足が物価の下押し圧力となっている」の3点を挙げた。
  - 『産経新聞』は、「世界の主要株式市場をみると、リーマン・ショックからの戻りは日本が一番遅れている」と報じていた[34]。
  - 自民党の大島理森幹事長は「デフレ宣言と同時に対応策を発表すべきだった」と述べ、政府の経済政策を批判した[36]。
- 2009年11月22日、菅直人副総理は、公式サイトに、「最近、経済における『第三の道』を考えている」と記した。これに対し、明治大学教授の高木勝は、「民主党は確かに頑張っているが、マクロ経済を分かっている人がいない」、「官僚に頼らないなら外部からしかるべき人物を招請すべき」と批判した[37]。
- 2009年12月2日、自民党では、谷垣禎一総裁が、日本経済が置かれている状況を「鳩山不況」と表現した[36]。メディアでも鳩山内閣発足直後、2009年度の補正予算案の削減を行ったことで「鳩山不況」が発生すると懸念された[38]。
  - 自民党では「鳩山不況」対策検討PTを発足させ、2009年12月10日に初会合を開き、冨山和彦、内海孚、鳥羽博道からヒアリングを受けた[39]。

12月に入って以降、ドル高、円安が進行したことや、日銀が「物価安定の理解」の方針を打ち出したこと、鳩山がガソリン税の暫定税率を実質的に維持する方針を示したことで、2010年度国債発行の44兆円枠が守られる道筋がみえてきたことなどから株価は上昇に転じた。また、2010年1月7日には、体調不良を理由に辞任した藤井裕久に代わって財務相に就任した菅直人が、「経済界では90円台半ばあたりが適切という見方が多い」と発言。現職の財相が具体的な為替水準にまで言及したことに内閣からも賛否両論が起こったが、翌日の東京株式市場ではこの発言をきっかけに円相場が下落したことを好感し日経平均は一時、約1年3カ月ぶりに1万800円台を回復した。アジア経済の景気回復が回復すると外需が増え、金融を含む東証一部上場企業の2009年10-12月期の経常利益の総額は7兆1000億円となり、リーマンショック直前の7兆円を上回ったが、建設や不動産、情報通信、陸運など内需型企業の業績が低迷は続いた。
- 2010年1月18日、国際通貨基金(IMF)のドミニク・ストロス＝カーン専務理事は菅直人財務・経済財政担当相と会談した際、日本を含めた先進国の経済の状況について、「危機が過ぎ去ったとは言えない。特に雇用情勢が厳しい」と日本からの支援を求める一方、鳩山政権の経済・財政政策について「公共投資を抑え、消費を刺激する政策をとっており、IMFが考えている望ましい政策の方向性と一致している」と評価した[43][44]。
- 鳩山内閣は日本銀行がデフレ克服のために金融政策運営を行うことに期待をしており[45]、菅は衆院予算委員会で物価上昇率について1%程度を「政策的な目標にすべきだ」と述べ、インフレターゲットの導入も視野に、日銀に対しより一層の金融緩和を進めるよう働きかけている。日銀はインフレターゲットに関しては慎重な姿勢を崩していない[46] が、金融緩和策に関しては「追加の金融緩和策の検討に入った」との報道がなされ、市場からも好感されている[47]。
- 2010年2月17日、谷垣禎一自民党総裁との党首討論にて鳩山は、「政権交代前から民主党は常々緊急経済対策をしろといっていたが前政権（自民党、公明党）が無視していた」と発言し、自公政権の対応も景気悪化の要因の一つとの見方を示した[48]。
  - 民主党は、野党時代の2009年、当時の与党が提示していた（定額給付金を盛り込んだ）第2次補正予算案については審議拒否をおこなっている[49]。

### 雇用情勢
長妻厚生労働相は、民主党が政権公約で掲げた製造業派遣の原則禁止を盛り込んだ労働者派遣法改正案を、来年の通常国会に提出する考えを表明した。民主党は格差拡大の要因が製造業派遣にあるとしており、派遣禁止によって安定雇用を実現するとしている。改正案は連立与党の政策合意にも含まれている。
これについて、『朝日新聞』が日本国内の主要企業100社を対象に11月9日から20日にかけて行った調査によれば、57社が労働者派遣法改正に「反対」と回答した。また、派遣が禁止された場合、正社員を雇用するとしている企業は14社で、大半は非正社員（契約社員・請負など）で対応すると回答した。
2009年10月1日時点における就職内定率は前年同期比を7.4ポイント下回る62.5%で、前年比からの下落率は過去最悪を記録した。『琉球新報』は、鳩山内閣が10月半ばに「緊急雇用対策」を打ち出したことについて、「動きがあまりにも鈍すぎる」と批判した。高校生の2009年10月末時点の内定率は55.2%で、前年同期と比較して11.6%と過去最悪の下げ幅を記録した。
ただし、完全失業率は過去最悪だった2009年7月から徐々に改善を続けている。
- 野党時代の2008年末に発生した年越し派遣村について、民主党は「天災ではなく（自由民主党による）人災だ。責任は政治にある」と非難し[55]、与党となったのちの2009年末、政府の緊急雇用対策の一環として、「公設派遣村」が設置された[56]。

## 財政問題

### 過去最大の赤字国債発行
民主党は選挙前にマニフェストの財源を埋蔵金と無駄の削減から9.1兆円が捻出できるので増税や赤字国債は心配ないと主張し、政権交代前の2009年4月などには麻生内閣の景気対策として同月27日提出予定の『2009年度補正予算案』に関し、「（財源のうち）7、8兆円は赤字国債だ。こんなばかばかしい財源の裏打ちもない垂れ流しを、政権与党が安易に打ち出すべきではない」や「借金漬け」と批判していた。ところが内閣が発足すると、2009年度の税収や『埋蔵金』が見込みより大幅に下回ったのを受け、マニフェストの『赤字国債をしない』方を変えると言い出して、選挙後に財源として赤字国債の増額を行う方針を表明した 。
日本の国債発行額は小泉政権下の2004年度をピークに以降、減額傾向にあり、2007年度の新規国債発行額は25兆円まで減少したが、(2008年度は世界金融危機に対応するため、例外的に33兆円の増刷が行われた)、鳩山由紀夫内閣は子ども手当などの政策を実行するため、過去最大となる92兆2992億円(一般歳出も過去最大の53兆4542億円)の一般会計総額の予算案を決定し、不足する財源を補うため過去最高の44兆3,030億円が発行されることになった。
鳩山は国債発行額を「埋蔵金」（民主党によると財政投融資特別会計と外貨準備高など）の活用など税外収入で補うことにより、44兆円以下にしたいと表明していたが、藤井財務相は国債増発を表明しており、国債が50兆円を上回るのは確実ともいわれ、税収は前年度からマイナスになる見通しであるともいわれていた。最終的に、予算案の新規国債発行額は約44兆3000億に収まり、税収も「埋蔵金」など税外収入で補うことにより、前年度の税収をやや上回ったが、国債発行額は2年連続で税収を上回り、第二次世界大戦終結直後の1946年以来の「異常事態」ともいえる厳しい財政状況となっている。鳩山は、国債増額への批判に対し、「マニフェストの実現よりも、やはり国債をこれ以上発行してはいけないと、国民の意思としてそのようなことが伝えられたら、あるいはそういう方向もあると思う」と述べた が、財政健全化に取り組むことはなかった。
また、消費税については選挙前には上げないと明言しているが、現在の衆議院議員が任期満了を迎える4年後以降に上げることもありうると鳩山は発言した。

### 税制改革
2009年12月2日、峰崎直樹副財務相は、政府税制調査会の全体会合で、2010年度税制改正の焦点で、民主党の政権公約の1つでもある中小企業減税について、「代替財源がみつからないなかでの実施は難しい」と発言し、翌2010年度の実現は困難との見通しを示した。この発言に対し、会合では、「中小企業支援策を検討しているのに、減税に手をつけないのは整合性がとれない」などの反発が出ている。会合では企業に対する租税特別措置法の適用実態を把握することを目的とした「租税特別措置透明化法案」についての合意もなされた。
12月4日、厚生労働省は国民健康保険の保険料の年間上限額を2010年度から4万円引き上げる方針を固めた。
経済評論家の森永卓郎は、「民主党はマニフェストに示していなかった増税策を次々と発表している」として、鳩山内閣の税制改革を批判した。
2009年12月22日、政府は税制改正大綱を決定した。たばこの値上げや暫定税率の事実上維持となったことから、2010年度は100億円の減税となるが、2011年度以降は1兆円の増税となる見込みである。

## 外交問題
- インド洋給油問題
  - 10月11日、インド洋で補給活動を行う海上自衛隊について、パキスタンを訪問した岡田外務大臣はギラニ首相と会談。給油活動の継続を求めるパキスタン政府に対して、岡田は、「来年1月の期限までに延長のための法案提出は間に合わない。連立与党の中に強く反対する社民党がいる」と説明し、理解を求めた[78]。
  - 10月13日、インド洋で補給活動を行う海上自衛隊について、鳩山は、記者団に対して、「アフガニスタン政府は日本の給油支援に対してあまり強い思いを持っていない」と新テロ対策特別措置法の期限切れに伴って速やかに撤退させることを表明した[79]。アフガニスタンのスパンタ外相は岡田外相との会談で給油継続を要望している[80]。
- 北朝鮮問題
  - 2009年10月12日、鳩山は北朝鮮が日本海に向けてミサイル5発を発射したことに対し、「事実なら大変遺憾だが、それ以上コメントする状況にない」と述べた[81]。
  - 北朝鮮による日本人拉致問題について鳩山は、「拉致問題と核問題がすべて解決しなければ、日朝国交正常化交渉に入らないという立場ではない」と表明している[82]。
  - 2009年10月13日の閣議決定文書で、「拉致実行犯の引き渡し」を求めるとする項目が削除された。11月26日の衆議院拉致問題特別委員会で自民党の古屋圭司議員がこの点を追及すると、中井洽委員長は、「姿勢が後退したということではない。被害者の帰国と真相究明の2つに絞ってフル稼働していきたい」と答弁した。増元照明拉致被害者家族会事務局長は、「政権交代から2か月以上がたった今も、北朝鮮との交渉が始まるような動きもない」と不安を語っている[83]。
- 自衛隊の海外派遣
  - 11月4日、鳩山（及び民主党）が野党時代に自衛隊の海外派遣に反対し、総選挙前に「重大な憲法解釈の変更が行われた」と自民党を批判していたことについて、自民党の石破茂政調会長に追及された際に、「（自衛隊の海外派遣は）必ずしも違憲の状態ではなかった」と過去の発言を撤回した[84]。
- 普天間基地移設問題

- 北方領土問題
  - 民主党は政権公約に北方領土解決を盛り込んでおり、鳩山も「半年以内に進展のめどをつけたい」と語っているが、2009年11月15日に開かれた日露首脳会談では目立った成果がなかった[85]。この結果に元島民の間では会議の結果に落胆する一方、鳩山の姿勢については肯定的な評価や注文が示された[86]。鳩山は、11月18日に、「ロシア大統領と北方領土で会談できればいい」と発言したが、同時に具体的な計画はないとも発言している[87]。
- 中東外交
  - 2009年11月8日、サウジアラビアで日本の住友化学と現地の国営企業が共同で建設した巨大化学石油プラントの完工式が行われた。日本政府は、特使として、当初、経済産業省の推薦により福田康夫元首相の派遣を予定していたが、鳩山は旧知の仲である岩國哲人元議員を政府特使として派遣した（福田は個人の立場として列席）。サウジ側は「福田特使」を前提にアブドゥッラー国王の出席を予定していたが、岩國が国際的にまったく無名であることから国王の出席を見合わせた[88]。
- 天皇特例会見

- 日米核密約問題

## 国会対応

### 強行採決
2009年11月17日、金融モラトリアム法案について審議が開始されたが、自民党は同法案に反対 し、「実質審議がまだ1日しか行われていない」「十分な審議時間が確保されていない」 として公明党と共に、法案の審議に入っていた衆議院金融財務委員会および理事会を欠席した。11月19日、与党側は同日中に採決する方針を決定 し、法案は衆議院本会議にて与党の強行採決によって採択された。与党側には野党時代に自民党の強行採決を批判してきた経緯があり、審議時間も短いことから、野党や報道機関から批判されている。
鳩山は、中小企業金融円滑化法案をめぐる自公両党の対応について、「強行採決というより審議拒否だ。審議拒否みたいなこと、お互いにやるべきではないなと、そう思う。私もできる限り審議はしたいと思うが、なかなか審議に入ってくれない」と批判した。この発言に対し、自民党の川崎二郎国会対策委員長は「1日でも審議を止めたことはない」と反論した。
11月20日には、さらに、3つの法案、3つの外務条約の強行採決が行われた。自公両党は与党による強行採決の方針に抗議し、（事前に合意していた2つの委員会を除き）審議を欠席した。また、「民主党が審議を急ぐのは、鳩山由紀夫首相の献金問題隠しとしか思えない」と反発を強めている。
福島瑞穂消費者・少子化対策担当相は、社民党が野党時代に自公政権の強行採決を批判していた経緯を踏まえ、「採決強行はできる限り避けるべき」と強行採決に慎重な姿勢を示した。また、鳩山は、総選挙前、「私たちが政権を取れば、数の暴力で何でもかんでも強引に決めてしまうようなことは一切しない」と発言していた。
第174通常国会（2010年1月〜）では5月28日の郵政改革法案に関する委員会審議で、10回目の強行採決がおこなわれた。

## 金銭問題

### 鳩山首相の金銭問題
鳩山首相は複数の金銭問題を抱えており、メディアや国会質疑の場でたびたび取り上げられている。

### 他の閣僚の政治資金問題
川端文部科学大臣の政治団体が江田五月参議院議長など民主党議員4人の政治団体と同様、キャバクラなどへの支払いを政治活動費として計上していた問題が浮上している。

## 野党時代の発言について
- 民主党は自民党政権時代に（例えば、定額給付金などについての）閣内不一致に対して強く批判を行ってきたが、2009年11月2日に、平野博文官房長官の記者会見にて、「鳩山政権は大いに議論をし、活発な議論のもと収れんする」と議論を進めていく過程においては閣内で様々な発言があっても問題ないとした[102]。
- 日本共産党の笠井亮の、沖縄・米軍普天間基地をめぐる追及に対し、岡田克也外相は2009年11月4日の国会答弁にて、「公約と（鳩山首相の）選挙中の発言とはイコールではない。公約というのはマニフェストだ。あえてマニフェストには普天間という言葉を書かなかった」と答弁した[103]。
- 首相や官房長官の裁量で自由に使える官房機密費の取り扱いについて、2009年11月5日の記者会見にて平野は「オープンにしていくことは考えていない」と発言し、民主党はその使途や使用した金額を公開しない方針を明言した。また、平野は同年9月17日の記者会見で機密費の存在を知らないと断言していたが、11月5日に行った記者会見では麻生政権の河村建夫前官房長官からの引き継ぎを受けたことを認めた。なお、民主党は2002年に自民党の官房機密費について不明朗であると批判して機密費流用防止法案を提出していたこともあったが、平野は、「過去の民主党が透明化をいってきたのは事実だが、報償費という性格上、相手のあることだ」、「（機密費は）内閣にとって重要な情報収集の対価」、「（支出が適正であるかは）私が責任を持って判断する。信頼いただきたい」と述べた。鳩山はこの件について平野に一任するという発言をしている他、連立与党も黙認する構えである[104]。その後、使途は明らかにしなかったものの、2004年4月以降の自公政権下での機密費の月別支出額については11月20日に公表している[105]。
- 選挙前に民主党は自公政権の行ったエコポイントやエコカー減税を批判していた[106] が、鳩山は、2009年11月20日にデフレを発表した月例経済報告についてコメントを求められた際に、「デフレからの脱却には、エコカーやエコポイント、太陽パネルを装着するための住宅リフォームなどの賢い経済対策が求められている」と述べた[107]。

- 岡田克也外相は、幹事長時代の2009年7月30日、「4年前に約束したことが果たされていない」、「自民党マニフェストは入り口から信用できないと言わざるを得ない」と自民党を批判していた[108]。鳩山首相は同年12月17日に2009年の総選挙で発表したマニフェストについて、選挙後になって改変する事も有り得るとの見解を示した[109]。

## 小沢一郎の影響力
鳩山由紀夫内閣は民主党の党務を取り仕切る小沢一郎幹事長の影響力が大きいとされている。『毎日新聞』は、予算編成においても小沢主導が目立っているとして、「党高政低」の構図が鮮明になっていると指摘した。
時事通信が12月に行った世論調査によれば、「政権を実質的に動かしている人」との質問に71.1%が「小沢幹事長」、10.6%が「鳩山首相」と回答している。
自民党では谷垣禎一総裁が「小沢氏の一元支配、独裁という姿がはっきりしてきた」と批判 する一方、平野博文官房長官は「小沢支配」は曲解だと反論している。
一部のメディアでは「鳩山・一郎政権」、「『鳩山』『一郎』政権」、「鳩山・一郎内閣」（いずれも鳩山の祖父である鳩山一郎が組閣した鳩山一郎内閣にかけた名称）、「小沢政権」 などの呼称が使用されている。
自民党の町村信孝は、政治問題化した天皇特例会見を小沢が主導したことから「これでは小沢内閣だ」と述べた ほか、小沢と距離を置く民主党議員が「鳩山内閣は小鳩内閣」と呼んでいると報道されている。
『日経ビジネス』は「小沢幹事長室」を「最大の圧力団体」と評し、イギリスの『エコノミスト』は、日本で一番偉いのは「影将軍（shadow shogun）小沢一郎」と報じた。
2010年度予算編成について、『毎日新聞』は、暫定税率廃止が先送りにされたことについて「鳩山首相に代わって小沢幹事長が決断した構図になった」「小沢が政権の主導権を握っていることを印象づけた」と報じた。『日本経済新聞』も、「小沢一郎幹事長が歳出・歳入の両面を事実上、主導して決着した」として、「鳩山首相は小沢の予算案をほぼ丸呑みした」と報じている。
2009年12月21日、小沢はテレビ東京の番組で自らの将来の首相就任の可能性に言及した。民主党の渡部恒三が翌日22日のTBSの番組で「小沢君は、絶対首相やらない」と否定した。
『毎日新聞』は民主党新人議員の「みんな小沢さんの顔色をうかがって、（党内は）暗いよ」という声を紹介した。
『時事通信』は小沢を「鳩山政権の『最高権力者』と目される」と報じ、「自ら掲げた「内閣への政策一元化」方針に反するかのような言動が目立ち始めた」と批判した。また、一連の積極的発言は「西松建設事件で検察を牽制するため」との見方を紹介した。

## ポスト鳩山
2009年12月には、鳩山のリーダーシップの不足や金銭問題、普天間などの外交問題から支持率が5割を切るようになった。「J-CASTニュース」は、支持率の急落が2010年に予定されている参院選に影響する可能性が出てきたため、各紙では『ポスト鳩山』という言葉がみられるようになっていると報じた。
『時事通信』は、2009年12月の時点で、菅直人や岡田克也、前原誠司などの民主党代表経験者をポスト鳩山の候補としてあげつつ、「衆目が一致する後継者は見当たらないのが実情」と報じている。
2010年5月になると、沖縄県名護市のアメリカ海兵隊基地移設問題における福島瑞穂少子化担当大臣の罷免による社民党の連立離脱や内閣支持率の低下で、2010年参院選で改選をむかえる議員を中心に民主党内から鳩山の辞任をもとめる声が急速にたかまった。

## その他
- 民主党は自民党政権時代に麻生太郎首相の漢字読み間違いを批判していた[131] が、2009年11月24日、民主党の平野官房長官が、イエメンで拉致された日本人技師が解放されたことを記者会見で伝えた際に、「誘拐」を「ゆうわく」と2度読み間違えていた。のちに官邸より訂正が行われた[132]。
- 2009年11月26日、午後の衆院本会議で、公明党議員が、日本郵政株式会社、郵政株売却凍結法案に関する質問を行っている最中に、鳩山が扇子に「友愛」、「鳩山由紀夫」、「呑舟之魚不遊枝流」[133] などのサインを書き込んでいる様子が報道席のカメラマンが撮影した写真から判明した。この扇子は長島昭久防衛政務官が支持者のためにと依頼した物といわれている。松野頼久官房副長官が撮影に気づいて鳩山に注意し、鳩山は慌てて扇子を手で隠したという[134][135][136]。
- 千葉景子法相は2009年11月17日の国会答弁にて法務大臣権限で不法入国者への特別在留許可を出したことについて問われた際、「法務大臣の立場を超える答弁はしない」と述べた[137]。11月27日の閣議後の記者会見では慰安婦への補償や永住外国人への地方参政権付与を求める市民集会に祝電を送ったことを明らかにした。これについて記者からの「法相として賛意を示したことになるのでは？」との質問に対して、千葉は「参院議員ということで対応した。そういうことは決してない」と説明した[138]。